# سانیت یوانویچ
سانیت یوانویچ (به انگلیسی: Sanja Jovanović) (زادهٔ ۱۵ سپتامبر ۱۹۸۶) شناگر اهل کرواسی است.